# 痞子猫
《痞子猫》（英語：Bad Cat）是一部土耳其的动画、喜剧、电影
痞子猫是一部2016年上映的動畫電影，根據布朗特·乌斯塔曼創作的同名的漫畫所改編的。
電影也於2016年6月13日的安錫國際動畫影展的非競賽片搶先放映

## 外部連結
- 互联网电影数据库（IMDb）上《痞子猫》的资料（英文）